# 化學元素

元素周期表

元素週期表

元素週期表

化學元素，常简称元素，是一百多种基本的金属和非金属纯物质，也是構成物質的基本單位，不能直接用化學方法分解。同一種化學元素是由質子數相同的原子組成，無法通過化学反應途徑分解為更小單位。所有化學物質都是由元素組成，即任何物質都包含元素。一些常見元素的例子有氫、碳、氮、氧、矽、鐵、鋁、硫、鈣和鈉等。
1923年，国际原子量委员会作出决定：化学元素是根据原子核电荷的多少对原子进行分类的一种方法，並將核电荷数相同的一类原子称为一种元素。元素的核電荷數與其核中的質子數相對應，例如氫原子的原子核皆帶有1個正電荷，即氫原子核中都有一個質子。每種元素都有其對應的質子數，稱作原子序。
截至2023年，總共有118種元素被發現，其中有94種在地球上天然存在，分別是1號的氫至94號的鈽，而原子序為95以上者則是人造元素。118種元素中，原子序數大於82的元素（鉛之後的元素）和第43和第61號元素（锝和鉕）皆為不穩定的放射性元素，會進行放射性衰變，轉變成其他元素。不過，即使這些放射性元素會衰變成其他元素，有些仍在自然界中有穩定的存量，例如鉍、釷和鈾具有長壽的原始放射性同位素，發生衰變的速率非常緩慢。此外，其餘原子序數小於95的放射性元素雖然壽命較短，但在自然界中亦有痕量的存在，為釷或鈾的衰變產物。而原子序數為95以上的放射性元素都不存在於現今的自然界中，只能以人工合成的方式生產。
目前最新發現之元素為2010年合成出的（Tennessine，簡寫Ts），并经IUPAC正式承認，至此元素週期表第一週期至第七週期的所有元素都已被發現。科學家們至今仍力圖藉由人工核反應合成出原子序更大的新元素。

## 概覽

### 原子序数
原子序数是一个原子核内质子的数量，也決定元素的性質。拥有同一原子序数的原子属于同一化学元素。原子序数的符号是Z。例如所有的碳原子的原子核都有六個質子，因此碳的原子序数是6。碳原子可能會有不同個數的中子，這些就是碳的同位素。
原子核中質子的個數決定了原子核的電荷，因此也決定了原子在電中性時的電子個數。電子會填入其原子軌域中，決定原子各種的化學性質。中子的個數對於原子的化學性質影響不大（氫及氘例外）。例如所有的碳原子因為有六個質子及六個電子，即使其中子可能有六個或是八個，其化學特性幾乎相同。因此在化學上，是由原子序数來識別一化學元素的特性，而不是用其質量數。
一般原子序数會写在元素符号的左下方，例如
{\displaystyle {\ce {_1H}}}是氢，{\displaystyle {\ce {_8O}}}是氧。
但因为一个元素的原子序数是确定的，因此这个值很少會这样写出来。

### 質量數
質量數是指中性原子的原子核內，質子數量和中子數量的和，質量數的數值都是整數。如氧-16中性原子的原子核內質子數和中子數皆為8，故其質量數為16。有時會將質量數和原子序數（Z，質子數）分別標示在元素的左上角及左下角，如{\displaystyle {\ce {^16_8O}}}即為質量數為16，原子序數為8的氧原子。

### 同位素
同位素是指同一化學元素之下中子數不同的各個核種。同一種元素的所有原子都具有相同的質子數目，但彼此的中子數目可能不同，質子數相同但中子數不同的原子稱為同一元素的不同種同位素，這些同位素在元素週期表中佔有同一個位置，因此得名。例如氕、氘和氚皆屬於氫元素的同位素，它們的原子核中都有1個質子，但中子數分別為0、1及2，所以它們互為同位素。其中，氘幾乎比氕重一倍，而氚則幾乎比氕重二倍。
同種元素的同位素具有幾乎相同的化學性質，但由於彼此中子數不同，而不同質子和中子數的組合會影響原子核的穩定性，因此每種同位素的核穩定性各不相同，發生衰變的半衰期也有長有短。其中原子核不穩定、會發生放射性衰變的同位素稱為放射性同位素，不會發生衰變、能恆久存在的同位素則稱為穩定同位素。在所有元素的已知同位素中，放射性同位素占大部分。若某元素沒有穩定同位素，即所有同位素都具有放射性，則該元素會被稱為放射性元素，例如鈾、鐳和氡等。原子序83以上（鉍以後）的元素以及43號鎝和61號鉕都屬於放射性元素，至於其餘原子序82以下的所有元素都具有至少1種穩定的同位素。

### 原子量
質量數是原子中，質子數量和中子數量的和，而單一原子的原子量為表示該原子質量的實數，其單位為原子质量单位（amu或簡稱u）。一般而言，原子量和質量數會有些差異，不會完全相同，因為每個中子和每個質子的質量不是恰好都是1u，而原子量也會受到電子及核结合能的影響。例如氯-35的原子量若精確到五位小數，會是34.969u，而氯-37的原子量若精確到五位小數，會是36.966u。不過原子量以u為單位時的數值，和質量數的誤差會在1%以內。唯一原子量是整數，和質量數完全相同的元素是碳12，因為依照原子质量单位的定義就是碳12原子在基態時質量的1/12，因此碳12的原子量就是12u。
相對原子量以往也稱為原子量，是在特定環境下找到同一元素同位素，以豐度加權後的原子量平均值，再除以原子质量单位（u）所得的值。數值可能是一個分數，例如氯的相對原子量為35.453，不太接近整數，原因是這個數值是76%的氯35及24%的氯37平均後的結果。

### 化學的純元素及核子物理的純元素
化學家和核子物理學家對於「純元素」會有不同的定義。在化學上，純元素是指物質中全部（或是幾乎是全部）的原子都有相同的原子序，或是質子個數相同。不過在核子物理上，純元素是指物質中只有一種穩定的同位素
例如，銅纜中若99.99%的成份都是有29個質子的銅原子，以化學層面來看，即為有99.99%純度的銅。不過一般的銅包括了二種同位素，69%的{\displaystyle {\ce {^63Cu}}}及31%的{\displaystyle {\ce {^65Cu}}}，兩者中子數不同。相對的，金塊在化學上或是在核子物理都是純元素，因為一般的金只由一種同位素{\displaystyle {\ce {^197Au}}}組成。

### 同素异形体
化學上的純元素，其原子之間結合的方式可能不只一種，因此純元素也會存在多種化學結構，也就是原子在空間中會有不同的排列方式，這些稱為同素异形体，其性質也有所變化。例如碳的同素异形体中，钻石是在每個碳原子的周圍都有以四面體結構互相連接的碳，而石墨是由碳原子組成的六角狀層狀結構，石墨烯只有單一層的石墨，但強度非常高，富勒烯的幾何外形幾近於球體，碳纳米管是由六角形結構組成的細管，但其電氣特性又和其他的同素异形体不同。
元素的一般条件（也稱為參考狀態）是指元素在壓力一巴、指定溫度（一般會是298.15K）下其熱力學穩定度最高的狀態。在热化学中，會定義元素在一般条件下的标准摩尔生成焓為零。例如，碳的一般条件是石墨，因為石墨的結構比其他同素异形体都要穩定。

### 元素性質
有許多種描述性的分類可以應用在元素上，包括其物理及化學性質、在標準狀況下的物態、熔點及沸點、密度、固態時的晶體結構以及其在地球上的存在狀況和來源等。

#### 一般性質
有些詞常用來描述元素的一般物理性質及化學性質。第一種分類方式是將元素分為可以導電的金屬、無法導電的非金屬，以及在金屬和非金屬之間的一些類金屬，其性質介於金屬和非金屬之間，而且多半會有半導體的特性。
在週期表上一般還有更細的元素分類，除了可大略分為金屬及非金屬外，還會用顏色標示一些比較細的分類，例如鹼金屬、鹼土金屬、鹵素、鑭系元素、錒系元素、過渡金屬、貧金屬、類金屬、雙原子非金屬、多原子非金屬及惰性氣體。在上述系統中，鹼金屬、鹼土金屬、鑭系元素、錒系元素、過渡金屬及貧金屬屬於金屬，而雙原子非金屬、多原子非金屬及惰性氣體屬於非金屬。有些周期表中不會特殊將鹵素分為一類，會將砈視為類金屬，其他鹵素則歸為非金屬。

#### 物質狀態
另一種常見的分類是在特定的溫度及壓力（标准状况）下，利用元素本身的物质状态是固態、液態或氣態來區分。大部份的元素在标准状况下是固態，也有一些是氣態。在0 ℃及正常大氣壓力下會是液態的元素只有溴及汞，而銫及鎵在上述條件下是固態，但分別會在28.4℃及29.8℃融化為液態。

#### 熔點及沸點
在一大氣壓力下的熔點及沸點（一般會用攝氏溫度表示）也常用來作為元素的分類。大部份元素的熔點及沸點都已知道，不過有些放射性元素只能非常少量的製備，而且其半衰期短，因此可能還無法量測其熔點或沸點。因為氦在一大氣壓力下的绝对零度時也是液態，因此依傳統的表示方式，氦只有沸點，沒有熔點。

#### 密度
元素在特定溫度及壓力（标准状况）下的密度常用來作為元素分類的依據。密度會以g/cm3為其單位。因為有些元素在标准状况下為氣態，這些元素的密度會以其氣態下的密度來表示。
若元素有不同密度的同素异形体，一般會一一列出常見的同素异形体及其密度，另一種作法是列出最常見的同素异形体，並標示其密度。例如碳的同素異形體中，最常見的是无定形碳、石墨及钻石，其密度分別是1.8–2.1, 2.267和 3.515 g/cm3。

#### 晶體結構
目前為止，已發現的元素其固態時的晶体结构可分為八種：立方晶系、體心立方晶系、面心立方晶系、六方晶系、单斜晶系、正交晶系、菱形晶系及四方晶系。有些人工合成的元素因為可分析的原子太少，還無法判斷其晶體結構。

#### 放射性
放射性是指某同位素的原子核不穩定，會自发性地放出游離輻射（如α射线、β射线、γ射线等）而衰变成另一種同位素（衰变产物），這種特性稱為放射性。每種元素都有著許多種放射性同位素，若某元素的所有同位素都具有放射性，則我們稱該元素為放射性元素。核穩定性越低的放射性同位素半衰期越短，放射性也越強。
在自然界存在的94種化學元素中，原子序1至82的元素幾乎都至少有一個稳定同位素（只有原子序43的鎝以及原子序61的钷例外），不會衰變成其他核種，因此能在自然界以穩定的量恆常存在。而原子序83以後的元素和鎝、鉕都是放射性元素，其所有的同位素都不穩定、具有放射性，會發生核衰變反應。其中有些元素，例如铋、釷及鈾有一個或多個半衰期相對極長的放射性同位素，因此雖然這些放射性元素的原子在太阳系形成之前、恆星核合成時即產生，至今在自然界中仍存有相當的量。其中鉍-209的α衰变半衰期超過1.9×1019年，為目前估計宇宙年齡的十億倍，是已知發生α衰變的放射性核種中半衰期最長的，幾乎可以視為是穩定核種。

#### 存在狀況及來源
也可以根據化學元素在地球上的存在狀況及來源將其分類。在目前已知的118種元素中，在地球上天然存在的有94種（原子序1～94的元素），在宇宙中、恆星及超新星的光譜也有偵測到這94種元素的存在。而原子序數超過94的元素不存在於現今的地球上，是經由人工核反應所合成出的人造元素。
在94種天然存在的元素中，有83種元素是地球形成時就存在於地球上的原始元素。它們是大爆炸、超新星爆發等過程中產生的重元素，在太陽系形成時就已经存在。原始元素包括所有穩定元素和三種半衰期極長的放射性元素：鉍、釷和鈾，其中鉍的半衰期甚至長達宇宙年齡的數倍，因此直到2003年來才檢測出其放射性。由於原始放射性元素的半衰期非常長，衰變速率緩慢，因此這些元素的原子從形成之初經歷數十億年後仍得以相當的量存留到現在，其中釷和鈾在地殼中的衰變過程更形成了現今自然界中三條最主要的衰變鏈，分別是以鈾-238為母體的鈾衰變鏈、以鈾-235為母體的錒衰變鏈和以釷-232為母體的釷衰變鏈。
除了83種太陽系形成時便已存在的原始元素外，自然界中還存在著11種半衰期較短的放射性元素。其中5種（釙、氡、鐳、錒和鏷）是釷和鈾較普遍的衰變產物，而其餘6種元素（鎝、鉕、砈、鍅、錼和鈽）在自然界中僅痕量存在，砈和鍅只存在於鈾衰變鏈和錒衰變鏈的非常小的分支中，不但難以被生成，半衰期也極短，會很快衰變成其他元素；而原子序數較小的鎝和鉕是由鈾-238的自發裂變以及由鉬/釹分別發生中子俘獲而產生；至於超鈾元素錼和鈽則只能由鈾發生中子俘獲而生成。由於這6種元素在自然界中極端稀有，因此除了鍅之外最初都是透過人工合成的方法發現的，直到後來才發現它們也存在於自然界中。其中鎝更是第一種以人工合成的方式發現的化學元素，因此得名technetium（來自希臘文τεχνητός，意為「人造」）。鑒於這6種元素在自然界中存量極為稀少，從天然礦石中提取它們並不實際，所以通常還是由人工合成的方式生產這些元素。因此，它們在部分週期表中仍被標記為人造元素。
剩下的24種元素不存在於現今的地球上，也沒有出現在宇宙光譜中，這些元素都是藉人工合成的方法所產生的，故稱為人造元素。由於這些放射性元素的半衰期與地球的年齡相比過短，即使在地球形成的初期曾經存在過這些元素，至今也已經全部衰變殆盡，且現今自然界中也缺乏形成它們的途徑或機制，因此只能由人工合成的方式生產。第一個完全由人工合成所產生、自然界中不存在的元素是1944年合成的鋦，之後是鋂、鉳和鉲等。目前最新發現的元素為2010年合成出的（Tennessine, Ts），而目前發現原子序最大的元素則是118號的（Oganesson, Og），於2006年合成出。

### 週期表
| 族→   | 1              | 2              | 3                   | 4               | 5               | 6               | 7               | 8                                                                   | 9                                                                   | 10                                                                  | 11              | 12              | 13              | 14              | 15              | 16              | 17              | 18              | 電子層        | 0族電子數      |
|       |                |                |                     |                 |                 |                 |                 |                                                                     |                                                                     |                                                                     |                 |                 |                 |                 |                 |                 |                 |                 | 電子層        | 0族電子數      |
| 週期↓ | I A            |                |                     |                 |                 |                 |                 |                                                                     |                                                                     |                                                                     |                 |                 |                 |                 |                 |                 |                 | VIII A （0）    | 電子層        | 0族電子數      |
| 1     | 1 H 氫 1.008   | II A           |                     |                 |                 |                 |                 |                                                                     |                                                                     |                                                                     |                 |                 | III A           | IV A            | V A             | VI A            | VII A           | 2 He 氦 4.003   | K             | 2              |
| 2     | 3 Li 鋰 6.941  | 4 Be 鈹 9.012  |                     |                 |                 |                 |                 |                                                                     |                                                                     |                                                                     |                 |                 | 5 B 硼 10.81    | 6 C 碳 12.01    | 7 N 氮 14.01    | 8 O 氧 16.00    | 9 F 氟 19.00    | 10 Ne 氖 20.18  | L K           | 8 2            |
| 3     | 11 Na 鈉 22.99 | 12 Mg 鎂 24.30 | III B               | IV B            | V B             | VI B            | VII B           | VIII B （VIII） {\displaystyle \overbrace {\qquad \qquad \qquad } } | VIII B （VIII） {\displaystyle \overbrace {\qquad \qquad \qquad } } | VIII B （VIII） {\displaystyle \overbrace {\qquad \qquad \qquad } } | I B             | II B            | 13 Al 鋁 26.98  | 14 Si 矽 28.09  | 15 P 磷 30.97   | 16 S 硫 32.04   | 17 Cl 氯 35.45  | 18 Ar 氬 39.95  | M L K         | 8 2            |
| 4     | 19 K 鉀 39.10  | 20 Ca 鈣 40.08 | 21 Sc 鈧 44.96      | 22 Ti 鈦 47.87  | 23 V 釩 50.94   | 24 Cr 鉻 52.00  | 25 Mn 錳 54.94  | 26 Fe 鐵 55.84                                                      | 27 Co 鈷 58.93                                                      | 28 Ni 鎳 58.69                                                      | 29 Cu 銅 63.55  | 30 Zn 鋅 65.38  | 31 Ga 鎵 69.72  | 32 Ge 鍺 72.63  | 33 As 砷 74.92  | 34 Se 硒 78.97  | 35 Br 溴 79.90  | 36 Kr 氪 83.80  | N M L K       | 8 18 8 2       |
| 5     | 37 Rb 銣 85.47 | 38 Sr 鍶 87.62 | 39 Y 釔 88.91       | 40 Zr 鋯 91.22  | 41 Nb 鈮 92.91  | 42 Mo 鉬 95.95  | 43 Tc 鎝 [97]   | 44 Ru 釕 101.1                                                      | 45 Rh 銠 102.9                                                      | 46 Pd 鈀 106.4                                                      | 47 Ag 銀 107.9  | 48 Cd 鎘 112.4  | 49 In 銦 114.8  | 50 Sn 錫 118.7  | 51 Sb 銻 121.8  | 52 Te 碲 127.6  | 53 I 碘 126.9   | 54 Xe 氙 131.3  | O N M L K     | 8 18 8 2       |
| 6     | 55 Cs 銫 132.9 | 56 Ba 鋇 137.3 | 57-71 鑭系 元素 *   | 72 Hf 鉿 178.5  | 73 Ta 鉭 180.9  | 74 W 鎢 183.8   | 75 Re 錸 186.2  | 76 Os 鋨 190.2                                                      | 77 Ir 銥 192.2                                                      | 78 Pt 鉑 195.1                                                      | 79 Au 金 197.0  | 80 Hg 汞 200.6  | 81 Tl 鉈 204.4  | 82 Pb 鉛 207.2  | 83 Bi 鉍 209.0  | 84 Po 釙 [209]  | 85 At 砈 [210]  | 86 Rn 氡 [222]  | P O N M L K   | 8 18 32 18 8 2 |
| 7     | 87 Fr 鍅 [223] | 88 Ra 鐳 [226] | 89-103 錒系 元素 ** | 104 Rf 鑪 [267] | 105 Db 𨧀 [268] | 106 Sg 𨭎 [267] | 107 Bh 𨨏 [270] | 108 Hs 𨭆 [271]                                                     | 109 Mt 䥑 [278]                                                     | 110 Ds 鐽 [281]                                                     | 111 Rg 錀 [282] | 112 Cn 鎶 [285] | 113 Nh 鉨 [286] | 114 Fl 鈇 [289] | 115 Mc 鏌 [290] | 116 Lv 鉝 [293] | 117 Ts 鿬 [294] | 118 Og 鿫 [294] | Q P O N M L K | 8 18 32 18 8 2 |
|       |                |                |                     |                 |                 |                 |                 |                                                                     |                                                                     |                                                                     |                 |                 |                 |                 |                 |                 |                 |                 |               |                |
| 6     | *              | 鑭系 元素      | 57 La 鑭 138.9      | 58 Ce 鈰 140.1  | 59 Pr 鐠 140.9  | 60 Nd 釹 144.2  | 61 Pm 鉕 [145]  | 62 Sm 釤 150.4                                                      | 63 Eu 銪 152.0                                                      | 64 Gd 釓 157.2                                                      | 65 Tb 鋱 158.9  | 66 Dy 鏑 162.5  | 67 Ho 鈥 164.9  | 68 Er 鉺 167.3  | 69 Tm 銩 168.9  | 70 Yb 鐿 173.0  | 71 Lu 鎦 175.0  |                 |               |                |
| 7     | **             | 錒系 元素      | 89 Ac 錒 [227]      | 90 Th 釷 232.0  | 91 Pa 鏷 231.0  | 92 U 鈾 238.0   | 93 Np 錼 [237]  | 94 Pu 鈽 [244]                                                      | 95 Am 鋂 [243]                                                      | 96 Cm 鋦 [247]                                                      | 97 Bk 鉳 [247]  | 98 Cf 鉲 [251]  | 99 Es 鑀 [252]  | 100 Fm 鐨 [257] | 101 Md 鍆 [258] | 102 No 鍩 [259] | 103 Lr 鐒 [266] |                 |               |                |

圖解：
在標準狀況下，序號綠色者為氣體；序號藍色者為液體；序號黑色者為固體；序號灰色者為未知相態。
化學元素的性質常會用元素周期表來整理，其中會將元素隨著其原子數的增加，放在不同的元素周期中，而同一族的化學元素會有較近似的物理及化學性質。目前使用的標準元素表包括到2010年4月10日之前所發現的118個已確認的元素。
早期也有一些科學家用類似週期表的方式表現元素的關係，但一般都將元素週期表視為是俄羅斯化學家德米特里·伊万诺维奇·门捷列夫在1869年的貢獻，门捷列夫導入週期表來描述元素中重複的特性驅勢。隨著時間的演進，元素週期表的佈局也有進行調整，以將新發現的元素加入，並且也發展了新的理論模式來解釋其化學性質。
週期表在化學中的許多領域都很常出現，在針對許多不同形式化學性質的分類、系統化及比較時是非常好用的框架。週期表也常用在物理学、地质学、生物学、材料科学、工程学、农业、医学、营养学、環境衛生及天文學。週期表中的原則在化学工程中也非常的重要。

## 命名法及符號
元素命名的決定不斷變化，混雜了人類各種語言、文化、及對化學知識的理解。化學元素的名稱隨著歷史演進有不同來源，有從古代就有名稱的、有採用鍊金術師時代名稱的、有採用神話的、有採用顏色的、有按地理名稱取的、有按元素性質取名的、也有按人名取名的。在現代慢慢接受發現者有權命名，然而國際純粹與應用化學聯合會（IUPAC），對於元素命名和符號有最終決定權。
從1947年起IUPAC負起批准元素名稱的責任，並為每一個元素決定國際通用的單一符號，在此之前有不少元素有多個名字，如元素41铌的名字在歐洲和美洲間存有爭議150年，至1949年IUPAC決定採歐洲使用的名稱。截至2015年，IUPAC治理全球化學知識，成為化學元素新發現及命名權的最終裁決法院，創立了國際認可的標準術語，這是在19世紀所明顯沒有的。在語言參與方面，由於歷史和世界大戰的政治因素，德文曾被數個包括IUPAC的國際科學組織抵制，其後在1929年的IUPAC，德文和義大利文才被授予IUPAC附屬語言的地位。
根據中華人民共和國全國科学技术名词审定委员会的說法，元素英文名称的国际定名是透过IUPAC讨论决定的，該會化学名词审定分委员会於1998年召開的无机化学名词组扩大会议，根据IUPAC對101至109號的元素名稱重新命名，审定對应的中文命名。
IUPAC對101-11號元素重新命名後，兩岸化學專家經研討對中文定名達成一致，截至2014年100號之後的化學元素，兩岸名稱是完全一致的。

### 元素名稱詞源
從古代就有名稱的元素共有9個，金、銀、汞、銅、鐵、錫、鉛等7個金屬及碳與硫等2個非金屬。汞是其中最晚發現的，聖經舊約提供了不少關於其他8個元素的資訊、但並未提及汞:72。
鍊金術師時代元素命名採用的是當時眾所周知意義：如砷的取名Arsenic源於希臘語：，取其男性、陽剛之意；鉍Bismuth的取名源於德語：，取其白色物質、白色金屬之意:72。
採用天體名稱命名的元素有：氦名Helium源於「太陽」的希臘語：、硒名Selenium源於「月亮」的希臘語：、碲名Tellurium源於「地」的拉丁語：、鈰名Cerium源於小行星穀神星的希臘語：（1801年發現小行星，1803年發現金屬鈰）:73、鈾名Uranium源於天王星的英語：、錼名Neptunium源於海王星的英語：、鈽名Plutonium源於冥王星的英語：等等等。
採用希臘及北歐等神話人物命名的元素有：釩名Vanadium取自北歐神話的女神瓦纳迪斯、銥名Iridium取自希臘神話的彩虹女神伊麗絲、鈾名Uranium取自希臘神話第一位世界統治者乌拉诺斯、錼名Neptunium取自羅馬神話的海神尼普顿、鈽名Plutonium取自羅馬神話的冥王普路托、鉕名Promethium取自希臘神話中傳授火給人類的泰坦普羅米修斯等等:74。
因為有些元素的單質、化合物、光譜或燃燒的火焰等帶有顏色，所以有些元素的名稱根源於顏色：鉻名Chromium源於希臘語：指顏色、銣名Rubidium源於拉丁語：指最暗的紅色、銫名Caesium源於拉丁語：指天藍色、銦名Indium源於拉丁語：指靛藍色、鋯名Zirconium源於波斯語：指帶金色的等等:74。
採用地名命名的元素有：鈧名Scandium源於斯堪的納維亞、銪名Europium源於歐洲、鈥名Holmium源於斯德哥爾摩、釕名Ruthenium源於罗塞尼亚（指俄羅斯）、鋂名Americium源於美洲、鉲名Californium源於加利福尼亚等等:75。
早期採用人名來為元素命名的案例非常少，可能和瑞典化學家永斯·贝采利乌斯反對使用人名的堅定立場有關，當元素鎢被發現時世界開始爭論應該以wolfram還是tungsten來命名，著名德國礦物學家亚伯拉罕·戈特洛布·维尔纳提案以schelium命名來表彰舍勒在氧化鎢的研究成就，贝采利乌斯以兩個理由唐突地拒絕此提案：「這命名從瑞典語的觀點不適當，且我們同胞的不朽成就無需靠此來支撐。」。
近代經由人工合成的方式發現的超铀元素中，則有許多以人名來命名，例如：
- 鋦（Curium）以居里夫妇（瑪麗·居里和皮埃爾·居里）命名。
- 鑀（Einsteinium）以愛因斯坦命名。
- 鐨（Fermium）以原子能之父費米命名。
- 鍆（Mendelevium）以元素週期表之父门捷列夫命名。
- 锘（Nobelium）以諾貝爾命名。
- 铹（Lawrencium）以迴旋加速器的發明者歐內斯特·勞倫斯命名。
- 鑪（Rutherfordium）以盧瑟福命名。
- 錀（Roentgenium）以X射線發現者倫琴命名。
- 鎶（Copernicium）以哥白尼命名。

### 元素符號
從古代就有名稱的金屬元素和天體相連結而有了符號，如金和太陽、銀和月亮、鐵和火星等等:76。18世紀化學知識的快速發展使符號的使用更為迫要，有許多提案是採舊案外加額外的幾何圖形。瑞典化學家贝采利乌斯於1813年發展出一套簡單提案：讓元素名稱的第一個字母作為符號，這元素名稱可能是舊拉丁文、希臘文、或現代名稱，若有多個元素使用同樣的字母，那麼就取第一個及第二個（或著是取第一個及第三個）字母，大小寫方面第一個字母需大寫而第二個字母需小寫。
贝采利乌斯所提的新符號系統很快在歐洲和美洲受到採納，新元素的符號大多按此案原則定義，唯有鈮的命名從該元素發現後在美洲及歐洲的爭議不止，現今IUPAC於1949及1960年的決議已將元素41採用niobium和符號Nb:78-9。
元素符號令人滿意的成果是，不管國家語言是什麼，全世界通用一套相同的化學元素符號語言。和歐美語言系統完全不同的國家如俄羅斯，中國，日本等等，用的也是以拉丁字母書寫的元素符號。

### 命名争议和區域政治
以歐洲國家成員為主力的IUPAC曾和美國化學代表機構如美國化學會在命名元素106𨭎時發生爭議。
在1918年後，国际上元素的英文名称是通过国际纯粹与应用化学联合会（IUPAC）讨论决定的。103号元素以前，元素命名没有产生过争议。但是104号以后，西方和苏联多次发生命名上的争议。1977年IUPAC宣布100号以后的元素名称，不再使用以人名、国名、地名和机构名等来命名的方法，而采用拉丁文和希腊文混合数字词头加词尾-ium来命名，符号采用三个字母来表示，如104号元素命名为unnilquadium，符号Unq。但是这种命名方法仍然存在争议。到1994年，IUPAC提出恢复原来的命名方式，并在1997年8月27日正式通过，对101-109号元素重新定名。

### 中文命名法

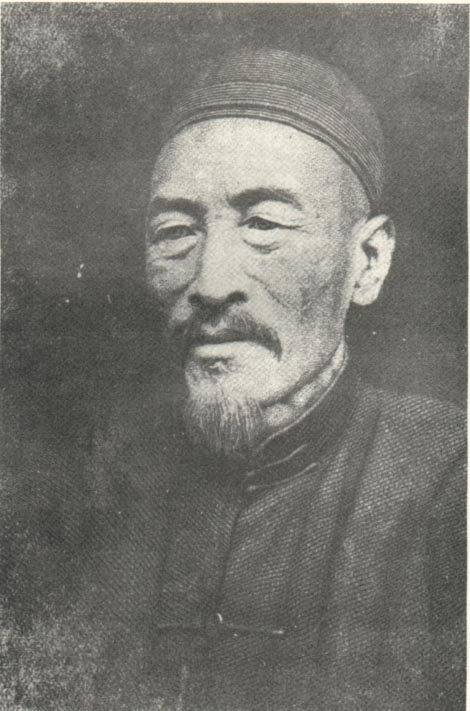
化学元素中文命名法创始人徐寿（1818年—1884年）

中國古代對部分元素有特別名稱，如鐵、金等早已被命名。1850年代開始，西方化學傳入中國，中國人開始對其他元素命名。清末時，中國有至少兩套元素命名方法，分別是同文館和徐壽提出。
辛亥革命後，中國開始著手統一和改革元素名稱，如21號元素由鉰改為鈧。1949年後，兩岸三地對元素的命名有些不同，如95號元素，中國大陸和香港命名為鎇，台灣命名為鋂。
IUPAC對101-11號元素重新命名後，兩岸化學專家經研討對中文定名達成一致，截至2014年100號之後的兩岸化學元素名稱是完全一致的。

中国大陆1955年制定的《化学命名原则》包括了102个元素名称，1980年重新制定后包括了105个元素名称，1998年中国大陆和台湾共同确定了101-109号元素的名称。

## 已發現的118個元素列表

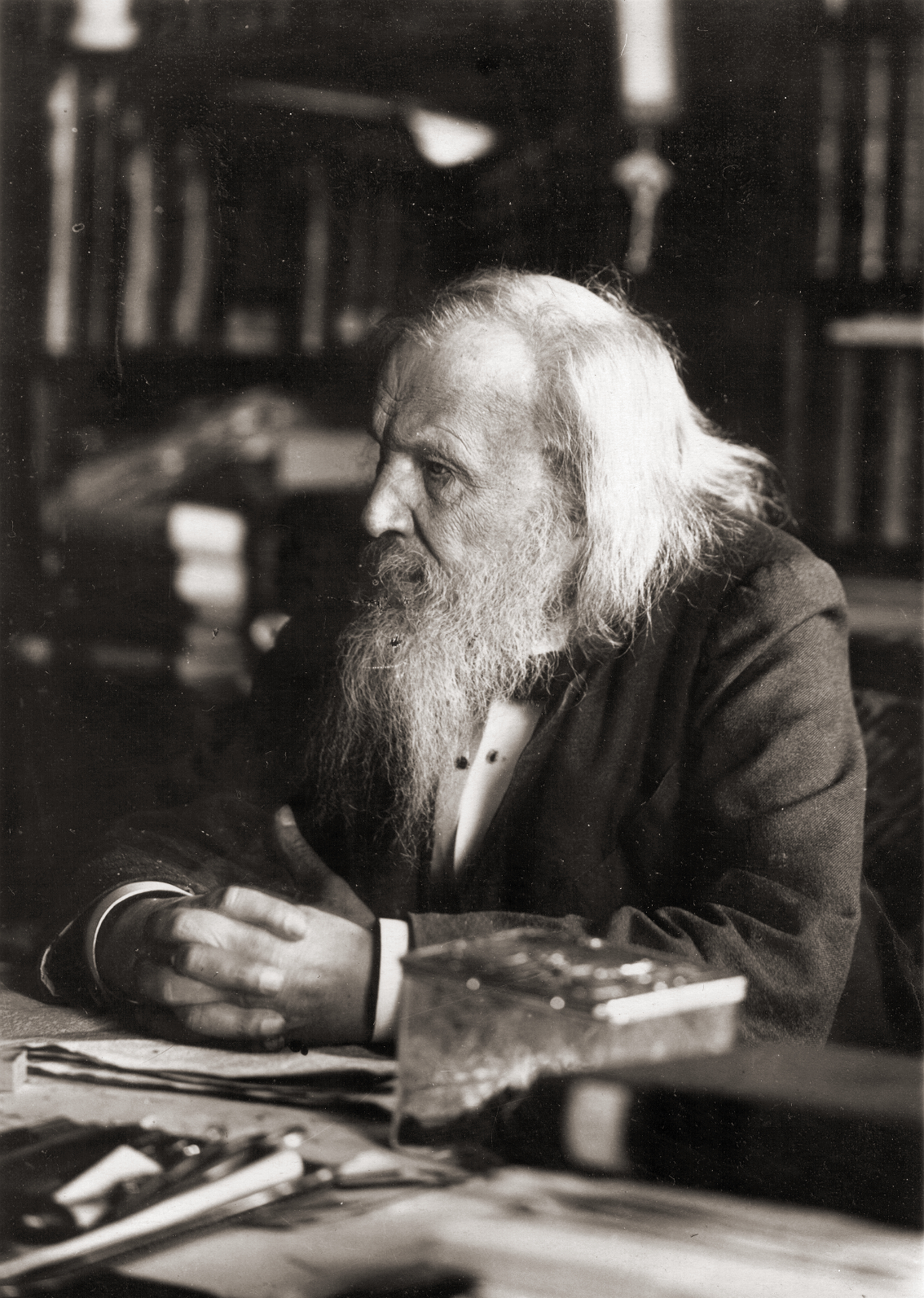
化学元素周期表发明者德米特里·门捷列夫

以下表格列出已發現的118的元素，其元素名稱可以連結到對應的化學元素條目，表格中還有以下的項目。
- 原子序、名稱及元素符號都是用來區分各化學元素。
- 族、週期及分区表示該元素在週期表中的位置。
- 物質狀態是元素在标准状况下的狀態。
- 存在情形依元素的來源分為三種：自然界中大量存在的原始（英语：Primordial nuclide）元素、放射性原始元素的衰變產物（自然界中僅痕量存在）、自然界中不存在的人工合成元素。
- 所屬類別將元素作一簡單的分類：分為鹼金屬、鹼土金屬、鑭系元素、錒系元素、過渡金屬、貧金屬、類金屬、非金屬、鹵素及惰性氣體。

| 原子序 | 名稱 | 簡體名稱 | 符號 | 族 | 週期 | 分区 | 标准状况下的 狀態 | 存在情形 | 所屬類別 |
| ------ | ---- | -------- | ---- | -- | ---- | ---- | ----------------- | -------- | -------- |
| 1      |      |          | H    | 1  | 1    | s    | 氣體              | 原始     | 非金屬   |
| 2      |      |          | He   | 18 | 1    | s    | 氣體              | 原始     | 惰性氣體 |
| 3      |      |          | Li   | 1  | 2    | s    | 固體              | 原始     | 鹼金屬   |
| 4      |      |          | Be   | 2  | 2    | s    | 固體              | 原始     | 鹼土金屬 |
| 5      |      |          | B    | 13 | 2    | p    | 固體              | 原始     | 類金屬   |
| 6      |      |          | C    | 14 | 2    | p    | 固體              | 原始     | 非金屬   |
| 7      |      |          | N    | 15 | 2    | p    | 氣體              | 原始     | 非金屬   |
| 8      |      |          | O    | 16 | 2    | p    | 氣體              | 原始     | 非金屬   |
| 9      |      |          | F    | 17 | 2    | p    | 氣體              | 原始     | 鹵素     |
| 10     |      |          | Ne   | 18 | 2    | p    | 氣體              | 原始     | 惰性氣體 |
| 11     |      |          | Na   | 1  | 3    | s    | 固體              | 原始     | 鹼金屬   |
| 12     |      |          | Mg   | 2  | 3    | s    | 固體              | 原始     | 鹼土金屬 |
| 13     |      |          | Al   | 13 | 3    | p    | 固體              | 原始     | 貧金屬   |
| 14     | 、   |          | Si   | 14 | 3    | p    | 固體              | 原始     | 類金屬   |
| 15     |      |          | P    | 15 | 3    | p    | 固體              | 原始     | 非金屬   |
| 16     |      |          | S    | 16 | 3    | p    | 固體              | 原始     | 非金屬   |
| 17     |      |          | Cl   | 17 | 3    | p    | 氣體              | 原始     | 鹵素     |
| 18     |      |          | Ar   | 18 | 3    | p    | 氣體              | 原始     | 惰性氣體 |
| 19     |      |          | K    | 1  | 4    | s    | 固體              | 原始     | 鹼金屬   |
| 20     |      |          | Ca   | 2  | 4    | s    | 固體              | 原始     | 鹼土金屬 |
| 21     |      |          | Sc   | 3  | 4    | d    | 固體              | 原始     | 過渡金屬 |
| 22     |      |          | Ti   | 4  | 4    | d    | 固體              | 原始     | 過渡金屬 |
| 23     |      |          | V    | 5  | 4    | d    | 固體              | 原始     | 過渡金屬 |
| 24     |      |          | Cr   | 6  | 4    | d    | 固體              | 原始     | 過渡金屬 |
| 25     |      |          | Mn   | 7  | 4    | d    | 固體              | 原始     | 過渡金屬 |
| 26     |      |          | Fe   | 8  | 4    | d    | 固體              | 原始     | 過渡金屬 |
| 27     |      |          | Co   | 9  | 4    | d    | 固體              | 原始     | 過渡金屬 |
| 28     |      |          | Ni   | 10 | 4    | d    | 固體              | 原始     | 過渡金屬 |
| 29     |      |          | Cu   | 11 | 4    | d    | 固體              | 原始     | 過渡金屬 |
| 30     |      |          | Zn   | 12 | 4    | d    | 固體              | 原始     | 過渡金屬 |
| 31     |      |          | Ga   | 13 | 4    | p    | 固體              | 原始     | 貧金屬   |
| 32     |      |          | Ge   | 14 | 4    | p    | 固體              | 原始     | 類金屬   |
| 33     |      |          | As   | 15 | 4    | p    | 固體              | 原始     | 類金屬   |
| 34     |      |          | Se   | 16 | 4    | p    | 固體              | 原始     | 非金屬   |
| 35     |      |          | Br   | 17 | 4    | p    | 液體              | 原始     | 鹵素     |
| 36     |      |          | Kr   | 18 | 4    | p    | 氣體              | 原始     | 惰性氣體 |
| 37     |      |          | Rb   | 1  | 5    | s    | 固體              | 原始     | 鹼金屬   |
| 38     |      |          | Sr   | 2  | 5    | s    | 固體              | 原始     | 鹼土金屬 |
| 39     |      |          | Y    | 3  | 5    | d    | 固體              | 原始     | 過渡金屬 |
| 40     |      |          | Zr   | 4  | 5    | d    | 固體              | 原始     | 過渡金屬 |
| 41     |      |          | Nb   | 5  | 5    | d    | 固體              | 原始     | 過渡金屬 |
| 42     |      |          | Mo   | 6  | 5    | d    | 固體              | 原始     | 過渡金屬 |
| 43     | 、   |          | Tc   | 7  | 5    | d    | 固體              | 衰變產物 | 過渡金屬 |
| 44     |      |          | Ru   | 8  | 5    | d    | 固體              | 原始     | 過渡金屬 |
| 45     |      |          | Rh   | 9  | 5    | d    | 固體              | 原始     | 過渡金屬 |
| 46     |      |          | Pd   | 10 | 5    | d    | 固體              | 原始     | 過渡金屬 |
| 47     |      |          | Ag   | 11 | 5    | d    | 固體              | 原始     | 過渡金屬 |
| 48     |      |          | Cd   | 12 | 5    | d    | 固體              | 原始     | 過渡金屬 |
| 49     |      |          | In   | 13 | 5    | p    | 固體              | 原始     | 貧金屬   |
| 50     |      |          | Sn   | 14 | 5    | p    | 固體              | 原始     | 貧金屬   |
| 51     |      |          | Sb   | 15 | 5    | p    | 固體              | 原始     | 類金屬   |
| 52     |      |          | Te   | 16 | 5    | p    | 固體              | 原始     | 類金屬   |
| 53     |      |          | I    | 17 | 5    | p    | 固體              | 原始     | 鹵素     |
| 54     |      |          | Xe   | 18 | 5    | p    | 氣體              | 原始     | 惰性氣體 |
| 55     |      |          | Cs   | 1  | 6    | s    | 固體              | 原始     | 鹼金屬   |
| 56     |      |          | Ba   | 2  | 6    | s    | 固體              | 原始     | 鹼土金屬 |
| 57     |      |          | La   | 3  | 6    | f    | 固體              | 原始     | 鑭系元素 |
| 58     |      |          | Ce   | 3  | 6    | f    | 固體              | 原始     | 鑭系元素 |
| 59     |      |          | Pr   | 3  | 6    | f    | 固體              | 原始     | 鑭系元素 |
| 60     |      |          | Nd   | 3  | 6    | f    | 固體              | 原始     | 鑭系元素 |
| 61     |      |          | Pm   | 3  | 6    | f    | 固體              | 衰變產物 | 鑭系元素 |
| 62     |      |          | Sm   | 3  | 6    | f    | 固體              | 原始     | 鑭系元素 |
| 63     |      |          | Eu   | 3  | 6    | f    | 固體              | 原始     | 鑭系元素 |
| 64     |      |          | Gd   | 3  | 6    | f    | 固體              | 原始     | 鑭系元素 |
| 65     |      |          | Tb   | 3  | 6    | f    | 固體              | 原始     | 鑭系元素 |
| 66     |      |          | Dy   | 3  | 6    | f    | 固體              | 原始     | 鑭系元素 |
| 67     |      |          | Ho   | 3  | 6    | f    | 固體              | 原始     | 鑭系元素 |
| 68     |      |          | Er   | 3  | 6    | f    | 固體              | 原始     | 鑭系元素 |
| 69     |      |          | Tm   | 3  | 6    | f    | 固體              | 原始     | 鑭系元素 |
| 70     |      |          | Yb   | 3  | 6    | f    | 固體              | 原始     | 鑭系元素 |
| 71     | 、   |          | Lu   | 3  | 6    | d    | 固體              | 原始     | 鑭系元素 |
| 72     |      |          | Hf   | 4  | 6    | d    | 固體              | 原始     | 過渡金屬 |
| 73     |      |          | Ta   | 5  | 6    | d    | 固體              | 原始     | 過渡金屬 |
| 74     |      |          | W    | 6  | 6    | d    | 固體              | 原始     | 過渡金屬 |
| 75     |      |          | Re   | 7  | 6    | d    | 固體              | 原始     | 過渡金屬 |
| 76     |      |          | Os   | 8  | 6    | d    | 固體              | 原始     | 過渡金屬 |
| 77     |      |          | Ir   | 9  | 6    | d    | 固體              | 原始     | 過渡金屬 |
| 78     |      |          | Pt   | 10 | 6    | d    | 固體              | 原始     | 過渡金屬 |
| 79     |      |          | Au   | 11 | 6    | d    | 固體              | 原始     | 過渡金屬 |
| 80     |      |          | Hg   | 12 | 6    | d    | 液體              | 原始     | 過渡金屬 |
| 81     |      |          | Tl   | 13 | 6    | p    | 固體              | 原始     | 貧金屬   |
| 82     |      |          | Pb   | 14 | 6    | p    | 固體              | 原始     | 貧金屬   |
| 83     |      |          | Bi   | 15 | 6    | p    | 固體              | 原始     | 貧金屬   |
| 84     |      |          | Po   | 16 | 6    | p    | 固體              | 衰變產物 | 貧金屬   |
| 85     | 、   |          | At   | 17 | 6    | p    | 型態不明          | 衰變產物 | 鹵素     |
| 86     |      |          | Rn   | 18 | 6    | p    | 氣體              | 衰變產物 | 惰性氣體 |
| 87     | 、   |          | Fr   | 1  | 7    | s    | 型態不明          | 衰變產物 | 鹼金屬   |
| 88     |      |          | Ra   | 2  | 7    | s    | 固體              | 衰變產物 | 鹼土金屬 |
| 89     |      |          | Ac   | 3  | 7    | f    | 固體              | 衰變產物 | 錒系元素 |
| 90     |      |          | Th   | 3  | 7    | f    | 固體              | 原始     | 錒系元素 |
| 91     |      |          | Pa   | 3  | 7    | f    | 固體              | 衰變產物 | 錒系元素 |
| 92     |      |          | U    | 3  | 7    | f    | 固體              | 原始     | 錒系元素 |
| 93     | 、   |          | Np   | 3  | 7    | f    | 固體              | 衰變產物 | 錒系元素 |
| 94     | 、   |          | Pu   | 3  | 7    | f    | 固體              | 衰變產物 | 錒系元素 |
| 95     | 、   |          | Am   | 3  | 7    | f    | 固體              | 人工合成 | 錒系元素 |
| 96     |      |          | Cm   | 3  | 7    | f    | 固體              | 人工合成 | 錒系元素 |
| 97     | 、   |          | Bk   | 3  | 7    | f    | 固體              | 人工合成 | 錒系元素 |
| 98     | 、   |          | Cf   | 3  | 7    | f    | 固體              | 人工合成 | 錒系元素 |
| 99     | 、   |          | Es   | 3  | 7    | f    | 固體              | 人工合成 | 錒系元素 |
| 100    |      |          | Fm   | 3  | 7    | f    | 型態不明          | 人工合成 | 錒系元素 |
| 101    |      |          | Md   | 3  | 7    | f    | 型態不明          | 人工合成 | 錒系元素 |
| 102    |      |          | No   | 3  | 7    | f    | 型態不明          | 人工合成 | 錒系元素 |
| 103    |      |          | Lr   | 3  | 7    | d    | 型態不明          | 人工合成 | 錒系元素 |
| 104    |      |          | Rf   | 4  | 7    | d    | 型態不明          | 人工合成 | 過渡金屬 |
| 105    |      |          | Db   | 5  | 7    | d    | 型態不明          | 人工合成 | 過渡金屬 |
| 106    |      |          | Sg   | 6  | 7    | d    | 型態不明          | 人工合成 | 過渡金屬 |
| 107    |      |          | Bh   | 7  | 7    | d    | 型態不明          | 人工合成 | 過渡金屬 |
| 108    |      |          | Hs   | 8  | 7    | d    | 型態不明          | 人工合成 | 過渡金屬 |
| 109    |      |          | Mt   | 9  | 7    | d    | 型態不明          | 人工合成 | 過渡金屬 |
| 110    |      |          | Ds   | 10 | 7    | d    | 型態不明          | 人工合成 | 過渡金屬 |
| 111    |      |          | Rg   | 11 | 7    | d    | 型態不明          | 人工合成 | 過渡金屬 |
| 112    |      |          | Cn   | 12 | 7    | d    | 型態不明          | 人工合成 | 過渡金屬 |
| 113    |      |          | Nh   | 13 | 7    | p    | 型態不明          | 人工合成 | 未知     |
| 114    |      |          | Fl   | 14 | 7    | p    | 型態不明          | 人工合成 | 貧金屬   |
| 115    |      |          | Mc   | 15 | 7    | p    | 型態不明          | 人工合成 | 未知     |
| 116    |      |          | Lv   | 16 | 7    | p    | 型態不明          | 人工合成 | 未知     |
| 117    |      |          | Ts   | 17 | 7    | p    | 型態不明          | 人工合成 | 未知     |
| 118    |      |          | Og   | 18 | 7    | p    | 型態不明          | 人工合成 | 未知     |

## 起源
化學元素中最輕的兩個元素分別是氫和氦，它們都是在宇宙形成的前20分鐘由太初核合成所產生的，一開始氫和氦的質量比率為3:1（原子數比例則為12:1），該過程也產生了極微量的鋰及鈹。至於幾乎其他所有自然存在的元素都是經由各種自然核合成過程所產生的。地球上有少量原子是由核生成反應產生，或是由宇宙生成反應（例如宇宙射線散裂）所產生。除此之外，天然原子的來源還包括放射性原子的衰變產物，放射性原子經過各種衰變過程，例如α衰变、β衰变、自發裂變、簇衰變等，能夠產生各種穩定性不一的原子和次原子粒子。

## 蘊藏量
蘊藏量即是地球中，每種元素所蘊含的量，原子序數小於95（鋂）的所有元素都可在自然界中發現其存在，其中具有穩定且較大儲量的最重元素為92號的鈾。
若依質量來排序現時地殼中含量最豐富的元素，前八個分別是氧（46.6%）、矽（27.7%）、鋁（8.1%）、鐵（5.0%）、鈣（3.6%）、鈉（2.8%）、鉀（2.6%）、鎂（2.1%）。
若考慮包括地函及地核的整個地球，含量最豐富的元素，前八個分別是鐵（32.1%）、氧（30.1%）、矽（15.1%）、鎂（13.9%）、硫（2.9%）、鎳（1.8%）、鈣（1.5%）及鋁（1.4%）。

## 歷史

門德列夫1869年提出的週期表

### 定義的演變
化學元素的概念基本上是指無法再進一步分解的物質（嚴格來說，是用化學反應無法再進一步分解的物質），在歷史上分為三個不同階段的定義：早期的定義（類似古希臘時的定義）、化學上的定義及原子的定義。

#### 早期的定義
“元素”一詞在公元前360年被希臘哲學家柏拉圖首先使用，在他的語錄《蒂邁歐篇》 中，討論了一些有機和無機的物質，這可算是最早期的化學著作。柏拉圖假設了一些細微的物質有一些特別的幾何結構： 正四面體（火）、正八面體（風）、正二十面體（水）、正六面體（土）及正十二面體（宇宙）。
除此之外，希臘哲學家恩培多克勒在其著作《論自然》（On Nature）中，使用了“根”一詞。亞里斯多德在《論天》等著作中構想出五元素說，在柏拉圖的四種元素中再加上以太(精質)，亞里士多德對“元素”的正式定義見於《形而上學》：
|  | 元素的意思是指一種內在於事物，而事物最初由之構成，且不能被分解為其他類的東西，例如聲音的元素，就是構成了聲音，而聲音最終分解成它們，它們自身却不能分解為其他類的聲音。如果可分的話，只能分為同類的部分，例如，水的部分還是水，音節的部分就不是同一音節了。人們所說的物體的元素也是這樣，物體最終要分解為這些元素，而這些元素却不分散為其他的類。 |

建基於以上的理論，在公元790年，阿拉伯化學家賈比爾假設出金屬由兩種元素組成：硫，作為"火石"，用以解釋其可燃性，和水銀，用以解釋理想中的金屬性質。到中世紀時，瑞士醫生及鍊金術士帕拉塞爾蘇斯提出了三元素理論：硫使物質有可燃性，水銀使物質有揮發性和穩定性，而物質使金屬有固體性。

#### 化學定義及原子定義
1661年，愛爾蘭自然哲學家羅伯特·波義耳發現不止以往古人認為只有四個古典元素。1789年出現了第一個現代化的化學元素列表，其中包含33個元素，並有元素的基本資料。1818年，已發現元素增加至四十多種。門捷列夫於1869年發表的元素週期表中，有66種元素。
直到20世紀初，元素被定義為不能被分解成更簡單的物質。換句話說，一種化學元素不能轉化成其他化學元素。1913年，亨利·莫塞萊發現原子中的核電荷是原子的原子序，介定了目前原子的基礎定義。1919年，有72個已知的元素。1955年，為了紀念門捷列夫，於是把第101種發現的元素命名為鍆。現今，共發現了118種元素，參見元素週期表。

### 許多元素的發現及認可
有十種物質，人類在史前時代就已熟悉，後來確認是元素：分別是碳、銅、金、鐵、鉛、汞、銀、硫、錫及鋅。在西元1500年前又發現了其他元素的物質，分別是砷、銻及鉍。在1750年之前又發現硫、鈷及鉑。
大部份存在在自然界的元素在1900年都已發現，包括：
- 一些現在在工業上常見的元素，例如鋁、矽、鎳、鉻、鎂及鎢等。
- 許多容易反應的活潑金屬，例如鋰、鈉、鉀及鈣等。
- 氟、氯、溴及碘等鹵素。
- 氣體元素，例如氫、氧、氮、氦、氬及氖等。
- 大部份的稀土元素，包括釔、鈰、鑭、釓及釹等。
- 兩種常見的放射性元素鈾及釷。
- 鈾和釷衰變產生的短壽命放射性元素：釙、鐳、氡及錒。

在1900年之後發現的元素有：
- 最後三個存在於自然界的穩定元素：鎦、鉿、錸。
- 在礦物中作為鈾或钍的衰變產物被發現的痕量元素：鏷、鍅。
- 最初是藉由人工合成的方法發現，但後來發現在自然界中亦有痕量存在的元素：鎝、砈、錼、鈽、鉕。
- 完全由人工合成產生的超鈾元素，目前從95號（鋂）開始一直到118號（鿫）間的超鈾元素都已被發現，其中最新發現的元素是2010年合成出的鿬。

### 近來發現的元素
第一個超铀元素（原子序大於92的元素）镎是在1940年發現。到2016年1月份為止，國際純化學和應用化學聯合會已經認可了118種元素的發現。112號元素的發現是在2009年認可的，建議取名為鎶（copernicium），元素符號Cn，名稱及符號是在2010年2月19日由IUPAC所認可。目前已合成的最重的元素應該是118號元素Og，在2006年10月9日在俄羅斯杜布纳杜布纳联合原子核研究所的核反應器中製備。117號元素Ts是目前最晚發現的元素，在2009年發現。IUPAC已在2011年6月正式認可了鈇及鉝二個元素，原子序分別是114及116，並且在2012年5月認可其名稱。IUPAC在2015年12月認可了第113、115、117及118號元素，在2016年6月8日宣布其預計要使用的名稱，這些元素名稱分別是nihonium（113, Nh）、moscovium（115, Mc）、tennessine（117, Ts）及oganesson（118, Og），名稱在2016年11月28日正式獲得認可。
。
2017年1月15日，中華人民共和國全国科学技术名词审定委员会联合国家语言文字工作委员会组织化学、物理学、语言学界专家召开了113号、115号、117号、118号元素中文定名会。5月9日，中国科学院、国家语言文字工作委员会、全国科学技术名词审定委员会在北京联合召开发布会，向社会发布113号、115号、117号、118号元素中文名称分别为、镆。

## 外部連結
- 臺灣教育部異體字字典附錄－兩岸化學元素用字對照表 （页面存档备份，存于）